# Bryson City
Bryson City är administrativ huvudort i Swain County i North Carolina. Orten har fått sitt namn efter militären Thaddeus Bryson. Enligt 2010 års folkräkning hade Bryson City 1 424 invånare.

## Kända personer från Bryson City
- Heath Shuler, politiker